# Ли Дон Гон
Ли Дон Гон (кор. 이동건; род. 10 сентября 1979) — южнокорейский кёрлингист и тренер по кёрлингу.
Играет на позиции четвёртого. Скип своей команды.
В составе мужской сборной Республики Корея участник чемпионатов мира 2003 и 2011, нескольких Тихоокеанско-Азиатских чемпионатов (чемпионы в 2002), зимних Азиатских игр 2003 (чемпионы), зимней Универсиады 2003.

## Достижения
- Тихоокеанско-азиатский чемпионат по кёрлингу: золото (2002), серебро (2010), бронза (2003).
- Зимние Азиатские игры: золото (2003).
- Зимние Универсиады: бронза (2003).

## Команды
| Сезон   | Четвёртый  | Третий          | Второй         | Первый         | Запасной       | Тренер                       | Турниры                       |
| ------- | ---------- | --------------- | -------------- | -------------- | -------------- | ---------------------------- | ----------------------------- |
| 1999—00 | Ли Дон Гон | Park Seong Keun | Jeong Sang Min | Song Jeong Hun | Jeong Tac Yeon | Kim Kyung Doo                | ТАЧ 1999 (4 место)            |
| 2001—02 | Ли Дон Гон | Ким Су Хёк      | Чхве Мин Сок   | Пак Чэ Чхоль   | Hong Jun Pyo   | Глен Джексон                 | ТАЧ 2001 (4 место)            |
| 2002—03 | Ли Дон Гон | Пак Чэ Чхоль    | Ко Сын Ван     | Чхве Мин Сок   | Ким Су Хёк     | Мелисса Солиго               | ТАЧ 2002                      |
| 2002—03 | Ли Дон Гон | Пак Чэ Чхоль    | Ким Су Хёк     | Чхве Мин Сок   | Ко Сын Ван     | Yang Young-Sun               | ЗУ 2003                       |
| 2002—03 | Ли Дон Гон | Ким Су Хёк      | Пак Чэ Чхоль   | Чхве Мин Сок   | Ко Сын Ван     | Элейн Дагг-Джексон (ЧМ)      | ЗАИ 2003 · ЧМ 2003 (10 место) |
| 2003—04 | Ли Дон Гон | Пак Чэ Чхоль    | Ко Сын Ван     | Чхве Мин Сок   | Kim Hyun Chul  | Yang Young-Sun               | ТАЧ 2003                      |
| 2008—09 | Ли Дон Гон | Ким Су Хёк      | Пак Чон Док    | Нам Юн Хо      | Lee Kyn-Heon   | Sin Young-Kook, Lee Jong-Sun | ТАЧ 2008 (4 место)            |
| 2010—11 | Ли Дон Гон | Ким Су Хёк      | Ким Тхэ Хван   | Нам Юн Хо      | Ли Йе Джун     | Ли Ду Сон (ЧМ)               | ТАЧ 2010 · ЧМ 2011 (11 место) |

(скипы выделены полужирным шрифтом)

## Результаты как тренера национальных сборных
| Год  | Турнир                                                 | Команда                              | Место |
| ---- | ------------------------------------------------------ | ------------------------------------ | ----- |
| 2022 | Чемпионат мира по кёрлингу среди смешанных команд 2022 | Республика Корея (смешанная команда) | 13    |
| 2025 | Зимняя Универсиада 2025                                | Республика Корея (студенты муж.)     | 5     |
| 2025 | Зимние Азиатские игры 2025                             | Республика Корея (мужчины)           | 2     |
| 2025 | Чемпионат мира по кёрлингу среди мужчин 2025           | Республика Корея (мужчины)           | 13    |